# Vladimir Balthasar
Vladimir Balthasar, född 21 juni 1897 i Prag, död där 10 december 1978, var en tjeckisk naturforskare, ornitolog och entomolog, specialiserad på skalbaggar och steklar.
Mellan 1933 och 1939 var Balthasar anställd vid Naturhistoriska museet i Bratislava. Hans insektssamling finns på Nationalmuseet i Prag.
Auktorsnamnet Balthasar kan användas för Vladimir Balthasar i samband med ett vetenskapligt namn inom zoologin; se Wikipedia-artiklar som länkar till auktorsnamnet.